# Pausylypos

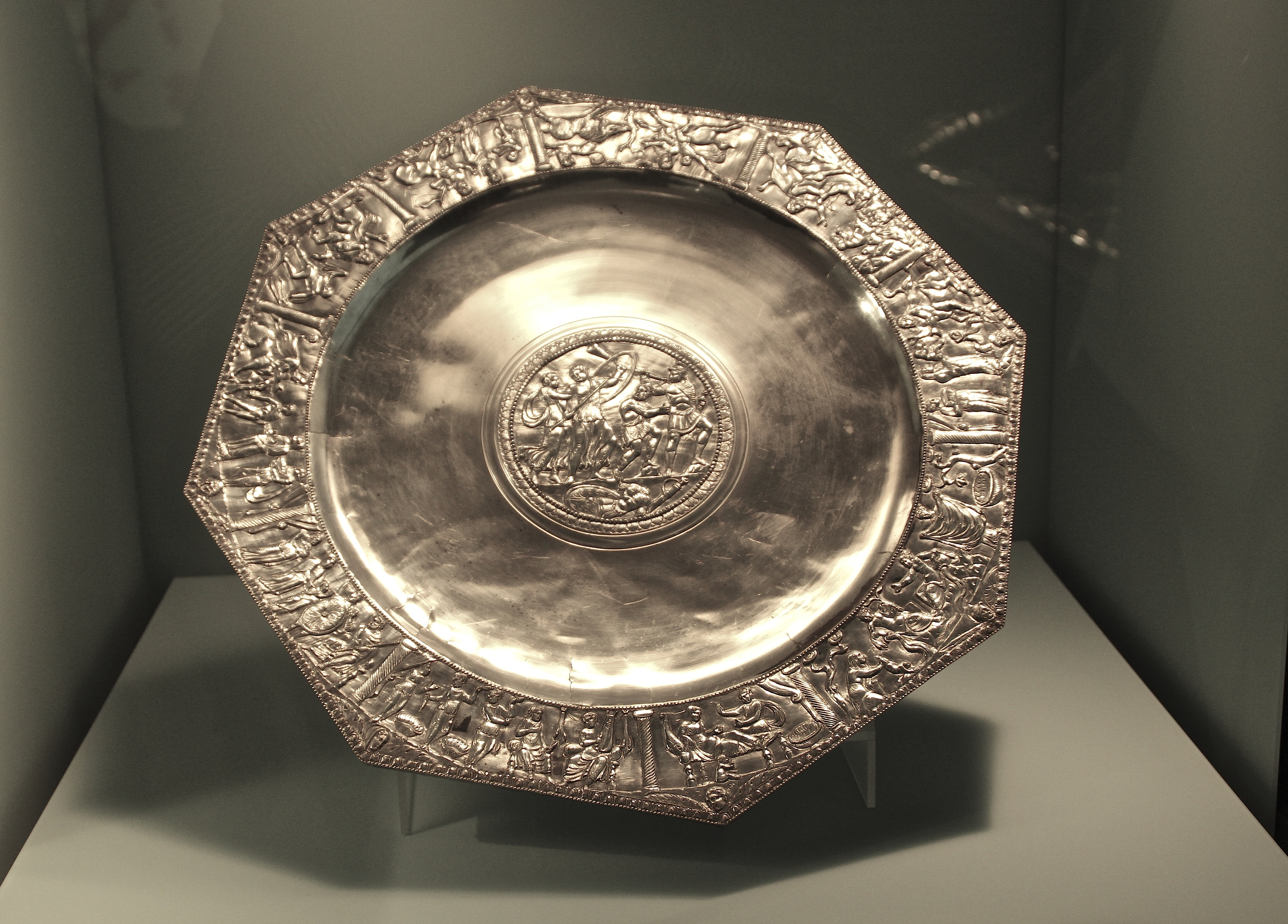
Achillesplatte aus dem Silberschatz von Kaiseraugst

Pausylypos (altgriechisch Παυσύλυπος) war ein griechischer Silberschmied, der in der Mitte des 4. Jahrhunderts in Thessaloniki tätig war.
Die Signatur des Pausylypos findet sich auf zwei Stücken des Silberschatzes von Kaiseraugst, der 1961–1962 in Kaiseraugst gefunden wurde. Auf der achteckigen Achillesplatte, auf der elf Szenen aus der Jugend des Heroen Achilleus gezeigt werden, findet sich seine Inschrift gepunzt auf der Innenseite des Standrings in griechischen Buchstaben. Das zweite Stück ist eine undekorierte silberne Kalottenschale, die seinen Namen am Rand in griechischen Buchstaben in punzierter Form trägt, und dazu einen runden Stempel mit der lateinischen Inschrift FAV / SILIPV(s) / THES(salonicae).
Noch weitere Stücke des Silberschatzes von Kaiseraugst wurden von Handwerkern aus Thessaloniki gefertigt (Eisas, Euethios und Zosimos), wie die teilweise gepunzten, teilweise gestempelten Signaturen belegen. Wegen der Stempel wurde infrage gestellt, ob Pausylypos tatsächlich der Silberschmied der beiden Stücke war. Möglicherweise handelte es sich bei ihm auch um den Besitzer einer Werkstatt oder um eine Art von Kontrolleur, der die Qualität der in Thessaloniki gefertigten Silberware zu überwachen hatte. 